# Área de Conservação da Paisagem de Piiumetsa
A Área de Conservação da Paisagem de Piiumetsa é um parque natural localizado no condado de Järva, na Estónia.
A área do parque natural é de 1136 hectares.
A área protegida foi fundada em 1981 com base na Área de Proteção do Pantanal de Piiumetsa (em estoniano:  Piiumetsa sookaitseala) Sob protecção estão as áreas húmidas na paróquia de Kaiu e Käru. Em 2006, a área protegida foi designada como área de conservação paisagística.